# Jaguar Racing
Jaguar Racing was een Formule 1-team uit Engeland. Het team ontstond in 2000 nadat moederconcern Ford het Stewart Grand Prix kocht. Het team was weinig succesvol en werd door bezuinigingen van Ford aan het einde van het seizoen 2004 opgeheven. Het team werd verkocht aan Red Bull en ging verder als Red Bull Racing.
Voor Jaguar reden onder anderen coureurs als Johnny Herbert, Eddie Irvine, Pedro de la Rosa, Mark Webber en Christian Klien.

## Resultaten
| Resultaat                       |
| ------------------------------- |
| Winnaar                         |
| Tweede plaats                   |
| Derde plaats                    |
| Gefinisht (punten behaald)      |
| Gefinisht (geen punten behaald) |
| Niet geklasseerd (NC)           |
| Uitgevallen (DNF)               |
| Niet gekwalificeerd (DNQ)       |
| Gediskwalificeerd (DSQ)         |
| Niet gestart (DNS)              |
| Gewond (INJ)                    |
| Uitgesloten (EX)                |
| Teruggetrokken (WD)             |
| Niet deelgenomen (blanco cel)   |
| P Pole position                 |
| S Snelste ronde                 |

| Jaar | Chassis   | Motor        | Banden | Coureurs         | 1   | 2   | 3   | 4   | 5   | 6   | 7   | 8   | 9   | 10  | 11  | 12  | 13  | 14  | 15  | 16  | 17  | 18  | Punten | WK plaats |
| ---- | --------- | ------------ | ------ | ---------------- | --- | --- | --- | --- | --- | --- | --- | --- | --- | --- | --- | --- | --- | --- | --- | --- | --- | --- | ------ | --------- |
| 2000 | Jaguar R1 | Cosworth V10 | B      |                  | AUS | BRA | SMR | GBR | SPA | EUR | MON | CAN | FRA | OOS | DUI | HUN | BEL | ITA | USA | JPN | MAL |     | 4      | 9e        |
| 2000 | Jaguar R1 | Cosworth V10 | B      | Eddie Irvine     | DNF | DNF | 7   | 13  | 11  | DNF | 4   | 13  | 13  | DNS | 10  | 8   | 10  | DNF | 7   | 8   | 6   |     | 4      | 9e        |
| 2000 | Jaguar R1 | Cosworth V10 | B      | Johnny Herbert   | DNF | DNF | 10  | 12  | 13  | 11† | 9   | DNF | DNF | 7   | DNF | DNF | 8   | DNF | 11  | 7   | DNF |     | 4      | 9e        |
| 2000 | Jaguar R1 | Cosworth V10 | B      | Luciano Burti    |     |     |     |     |     |     |     |     |     | 11  |     |     |     |     |     |     |     |     | 4      | 9e        |
| 2001 | Jaguar R2 | Cosworth V10 | M      |                  | AUS | MAL | BRA | SMR | SPA | OOS | MON | CAN | EUR | FRA | GBR | DUI | HUN | BEL | ITA | USA | JPN |     | 9      | 8e        |
| 2001 | Jaguar R2 | Cosworth V10 | M      | Eddie Irvine     | 11  | DNF | DNF | DNF | DNF | 7   | 3   | DNF | 7   | DNF | 9   | DNF | DNF | DNF | DNF | 5   | DNF |     | 9      | 8e        |
| 2001 | Jaguar R2 | Cosworth V10 | M      | Luciano Burti    | 8   | 10  | DNF | 11  |     |     |     |     |     |     |     |     |     |     |     |     |     |     | 9      | 8e        |
| 2001 | Jaguar R2 | Cosworth V10 | M      | Pedro de la Rosa |     |     |     |     | DNF | DNF | DNF | 6   | 8   | 14  | 12  | DNF | 11  | DNF | 5   | 12  | DNF |     | 9      | 8e        |
| 2002 | Jaguar R3 | Cosworth V10 | M      |                  | AUS | MAL | BRA | SMR | SPA | OOS | MON | CAN | EUR | GBR | FRA | DUI | HON | BEL | ITA | USA | JPN |     | 8      | 7e        |
| 2002 | Jaguar R3 | Cosworth V10 | M      | Eddie Irvine     | 4   | DNF | 7   | DNF | DNF | DNF | 9   | DNF | DNF | DNF | DNF | DNF | DNF | 6   | 3   | 10  | 9   |     | 8      | 7e        |
| 2002 | Jaguar R3 | Cosworth V10 | M      | Pedro de la Rosa | 8   | 10  | 8   | DNF | DNF | DNF | 10  | DNF | 11  | 11  | 9   | DNF | 13  | DNF | DNF | DNF | DNF |     | 8      | 7e        |
| 2003 | Jaguar R4 | Cosworth V10 | M      |                  | AUS | MAL | BRA | SMR | SPA | OOS | MON | CAN | EUR | FRA | GBR | DUI | HON | ITA | USA | JPN |     |     | 18     | 7e        |
| 2003 | Jaguar R4 | Cosworth V10 | M      | Mark Webber      | DNF | DNF | 9†  | DNF | 7   | 7   | DNF | 7   | 6   | 6   | 14  | 11† | 6   | 7   | DNF | 11  |     |     | 18     | 7e        |
| 2003 | Jaguar R4 | Cosworth V10 | M      | Antônio Pizzonia | 13† | DNF | DNF | 14  | DNF | 9   | DNF | 10† | 10  | 10  | DNF |     |     |     |     |     |     |     | 18     | 7e        |
| 2003 | Jaguar R4 | Cosworth V10 | M      | Justin Wilson    |     |     |     |     |     |     |     |     |     |     |     | DNF | DNF | DNF | 8   | 13  |     |     | 18     | 7e        |
| 2004 | Jaguar R5 | Cosworth V10 | M      |                  | AUS | MAL | BHR | SMR | SPA | MON | EUR | CAN | USA | FRA | GBR | DUI | HON | BEL | ITA | CHN | JPN | BRA | 10     | 7e        |
| 2004 | Jaguar R5 | Cosworth V10 | M      | Mark Webber      | DNF | DNF | 8   | 13  | 12  | DNF | 7   | DNF | DNF | 9   | 8   | 6   | 10  | DNF | 9   | 10  | DNF | DNF | 10     | 7e        |
| 2004 | Jaguar R5 | Cosworth V10 | M      | Christian Klien  | 11  | 10  | 14  | 14  | DNF | DNF | 12  | 9   | DNF | 11  | 14  | 10  | 13  | 6   | 13  | DNF | 12  | 14  | 10     | 7e        |

† — Coureur is niet gefinisht in de GP, maar heeft wel 90% van de race-afstand afgelegd, waardoor hij als geklasseerd genoteerd staat.
1950 · 1951 · 1952 · 1953 · 1954 · 1955 · 1956 · 1957 · 1958 · 1959 · 1960 · 1961 · 1962 · 1963 · 1964 · 1965 · 1966 · 1967 · 1968 · 1969 · 1970 · 1971 · 1972 · 1973 · 1974 · 1975 · 1976 · 1977 · 1978 · 1979 · 1980 · 1981 · 1982 · 1983 · 1984 · 1985 · 1986 · 1987 · 1988 · 1989 · 1990 · 1991 · 1992 · 1993 · 1994 · 1995 · 1996 · 1997 · 1998 · 1999 · 2000 · 2001 · 2002 · 2003 · 2004 · 2005 · 2006 · 2007 · 2008 · 2009 · 2010 · 2011 · 2012 · 2013 · 2014 · 2015 · 2016 · 2017 · 2018 · 2019 · 2020 · 2021 · 2022 · 2023 · 2024 · 2025 · 2026 
 Lijst van Formule 1 Grand Prix-wedstrijden